# Liste der Baudenkmäler in Alzenau
Auf dieser Seite sind die Baudenkmäler in der unterfränkischen Stadt Alzenau zusammengestellt. Diese Tabelle ist eine Teilliste der Liste der Baudenkmäler in Bayern. Grundlage ist die Bayerische Denkmalliste, die auf Basis des Bayerischen Denkmalschutzgesetzes vom 1. Oktober 1973 erstmals erstellt wurde und seither durch das Bayerische Landesamt für Denkmalpflege geführt wird. Die folgenden Angaben ersetzen nicht die rechtsverbindliche Auskunft der Denkmalschutzbehörde.
 Diese Liste gibt den Fortschreibungsstand vom 15. April 2020 wieder und enthält 111 Baudenkmäler.

## Baudenkmäler nach Ortsteilen

### Alzenau
| Lage                                                                  | Objekt                                                 | Beschreibung | Akten-Nr.               | Bild                 |
| --------------------------------------------------------------------- | ------------------------------------------------------ | --- | ----------------------- | -------------------- |
| Kirchbergwingert, in der Friedhofsmauer (Standort)                    | Bildstockkopf                                          | 16. Jahrhundert | D-6-71-111-105 Wikidata | Bildstockkopf        |
| Breite-Wiesen-Weg (Standort)                                          | Bildstock                                              | Postament mit Säule und Nische, Aufsatz mit Relief des Heilands, bezeichnet „1782“                                                           | D-6-71-111-4 Wikidata   | weitere Bilder       |
| Brentanostraße 30 (Standort)                                          | Ehemalige Villa Meßmer                                 | Burgartiger, historistischer Bruchsteinbau mit Fachwerk, errichtet im Auftrag des Frankfurter Teehändlers Otto Meßmer 1900-03 von Claus Mehs | D-6-71-111-1 Wikidata   | weitere Bilder       |
| Burgstraße 12 (Standort)                                              | Ehemaliges Gefängnis                                   | Zweigeschossiger Walmdachbau aus Sandsteinquadern, spätklassizistisch, erste Hälfte 19. Jahrhundert                                          | D-6-71-111-2 Wikidata   | Ehemaliges Gefängnis |
| Burgstraße 14 (Standort)                                              | Burganlage                                             | Hauptburg mit Palas, Mantelmauer, Zwinger, Torbauten, um 1400                                                                                | D-6-71-111-3 Wikidata   | weitere Bilder       |
| Burgstraße 14 (Standort)                                              | Burganlage                                             | Vorburg mit Umfassungsmauer, um 1400 | D-6-71-111-3 Wikidata   | weitere Bilder       |
| Burgstraße 14 (Standort)                                              | Ehemaliges Amtsgerichtsgebäude                         | Mitte des 19. Jahrhunderts | D-6-71-111-3 Wikidata   | weitere Bilder       |
| Forstweg (Standort)                                                   | Bildstock                                              | Sockel mit rundbogigem Nischenaufsatz, roter Buntsandstein, bezeichnet „1762“                                                                | D-6-71-111-12 Wikidata  | BW                   |
| In der Bulau ()                                                       | Grenzsteine                                            | Bezeichnet „1748“ nicht nachqualifiziert, im Bayerischen Denkmal-Atlas nicht kartiert                                                        | D-6-71-111-13 Wikidata  |                      |
| Hanauer Straße 1 (Standort)                                           | Ehemaliges Bezirksamt, dann Landratsamt, jetzt Rathaus | Zweigeschossiger Walmdachbau mit genuteten Ecklisenen, 1860/1862                                                                             | D-6-71-111-6 Wikidata   | weitere Bilder       |
| Hanauer Straße 9 (Standort)                                           | Katholische Pfarrkirche St. Justinus                   | barocker Saalbau mit eingezogenem Chor und Fassadenturm, ab 1754 von Johann Martin Schmitt, mit Ausstattung                                  | D-6-71-111-8 Wikidata   | weitere Bilder       |
| Kirchbergwingert, Nähe Friedhofsmauer (Standort)                      | Friedhofsmauer                                         | Bruchstein, mit eingemauerten teils fragmentarischen Grabsteinen, 16./17. Jahrhundert                                                        | D-6-71-111-111 Wikidata | Friedhofsmauer       |
| Märkerstraße 26, in der Grundstücksmauer (Standort)                   | Gedenkstein                                            | Ehemaliger Bildstockaufsatz mit Relief des Gekreuzigten mit Stifterfiguren, roter Buntsandstein, 1673                                        | D-6-71-111-5 Wikidata   | weitere Bilder       |
| Mühlweg 18 (Standort)                                                 | Bildstock                                              | Vierkantschaft, Aufsatz mit Pietà, Sandstein, 18. Jahrhundert                                                                                | D-6-71-111-9 Wikidata   | Bildstock            |
| Nähe Kahl (Standort)                                                  | Ehemalige Ölmühle der Hasenmühle                       | Satteldachbau, Bruchstein mit Fachwerkobergeschoss, bezeichnet „1801“                                                                        | D-6-71-111-7 Wikidata   | weitere Bilder       |
| Nähe Schwedenstraße, Flurabteilung Wingert, in der (Standort)         | Dreifaltigkeitskapelle                                 | Massiver Satteldachbau, 1892 | D-6-71-111-11 Wikidata  | weitere Bilder       |
| Nähe Schwedenstraße, Flurabteilung Wingert, in der Kapelle (Standort) | Bildstock                                              | Hl. Dreifaltigkeit, 1758 | D-6-71-111-11 Wikidata  | weitere Bilder       |
| Nähe Wasserloser Straße, Ecke Prischoßstraße (Standort)               | Kruzifix, sogenanntes Hohes Kreuz                      | Inschriftensockel mit Kruzifix, Rotsandstein, bezeichnet „1738“                                                                              | D-6-71-111-10 Wikidata  | weitere Bilder       |

### Albstadt
| Lage                                                           | Objekt                                               | Beschreibung | Akten-Nr.                        | Bild           |
| -------------------------------------------------------------- | ---------------------------------------------------- | --- | -------------------------------- | -------------- |
| Am Rauhen Berg ()                                              | Bildstock                                            | nicht nachqualifiziert, im Bayerischen Denkmal-Atlas nicht kartiert                                                                      | D-6-71-111-28 Wikidata           |                |
| Nähe Beethovenstraße (Standort)                                | Bildstock                                            | Kleiner hochrechteckiger Sockel mit rundem Schaft und vierseitigem Aufsatz, bezeichnet „1729“                                            | D-6-71-111-16 Wikidata           | weitere Bilder |
| Borngasse 1 (Standort)                                         | Wohnstallhaus                                        | Zweigeschossiger traufständiger Satteldachbau mit Fachwerkobergeschoss, 17./18. Jahrhundert                                              | D-6-71-111-14 Wikidata           | Wohnstallhaus  |
| Frankenstraße 5 (Standort)                                     | Wohnhaus                                             | Zweigeschossiger Fachwerkbau mit Satteldach, 18. Jahrhundert                                                                             | D-6-71-111-15 Wikidata           | Wohnhaus       |
| Freigerichter Straße 36 (Standort)                             | Wohnhaus                                             | Zweigeschossiger giebelständiger Fachwerkbau mit Satteldach, um 1800                                                                     | D-6-71-111-17 Wikidata           | Wohnhaus       |
| Freigerichter Straße 42 (Standort)                             | Wohnhaus                                             | Zweigeschossiger Fachwerkbau mit Halbwalmdach, um 1800                                                                                   | D-6-71-111-18 Wikidata           | Wohnhaus       |
| Freigerichter Straße 42 (Standort)                             | Scheune                                              | Um 1800 und um 1900 | D-6-71-111-18 zugehörig Wikidata | BW             |
| Freigerichter Straße 51 (Standort)                             | Wohnhaus                                             | Zweigeschossiger giebelständiger Fachwerkbau mit Krüppelwalmdach, um 1800                                                                | D-6-71-111-19 Wikidata           | weitere Bilder |
| Freigerichter Straße 52 (Standort)                             | Katholische Kuratie-Kirche St. Philippus und Jakobus | Langhaus 1821, Turm 1949, mit Ausstattung                                                                                                | D-6-71-111-20 Wikidata           | weitere Bilder |
| Freigerichter Straße 60 (Standort)                             | Wohnstallhaus                                        | Zweigeschossiger traufständiger Fachwerkbau mit Krüppelwalmdach, um 1800                                                                 | D-6-71-111-21 Wikidata           | weitere Bilder |
| Im Kies, Dorfausgang nach Neuses (Standort)                    | Feldkreuz                                            | Inschriftensockel mit Platte und Kruzifix, roter Buntsandstein, bezeichnet „1871“                                                        | D-6-71-111-27 Wikidata           | weitere Bilder |
| Maisenhausen 1 (Standort)                                      | Schloss, Herrenhaus                                  | Zweigeschossiger langgestreckter Walmdachbau, zweite Hälfte 18. Jahrhundert, mit modernen Anbauten auf der Nord- bzw. Süd- und Westseite | D-6-71-111-70 Wikidata           | BW             |
| Maisenhausen 1 (Standort)                                      | Schloss, Wirtschaftsgebäude und Zufahrtsportal       | Bezeichnet „1886“ | D-6-71-111-70 Wikidata           | BW             |
| Nähe Schiffweg; am Albstädter Kirchweg nach Somborn (Standort) | Bildstock, sogenanntes „Schwedenkreuz“               | Kurzer gefaster Vierkantschaft, spätgotischer Aufsatz mit Kruzifixrelief, bezeichnet „1608“                                              | D-6-71-111-26 Wikidata           | weitere Bilder |
| Schillerstraße 9, Dorfausgang nach Michelbach (Standort)       | Wegkreuz                                             | 1903 An dieser Adresse befindet sich kein Wegkreuz                                                                                       | D-6-71-111-24 Wikidata           | BW             |
| Steingasse 10 (Standort)                                       | Wohnhaus                                             | Eingeschossiges Fachwerkhaus über hohem Sockel mit Satteldach, bezeichnet „1803“                                                         | D-6-71-111-22 Wikidata           | Wohnhaus       |
| Flurabteilung Wasserschöpfe ()                                 | Wegkreuz                                             | Nicht nachqualifiziert | D-6-71-111-25 Wikidata           |                |
| Zieglerstraße 1 (Standort)                                     | Wohnhaus                                             | Eingeschossiges Fachwerkhaus mit Satteldach, bezeichnet „1792“                                                                           | D-6-71-111-23 Wikidata           | weitere Bilder |

### Hörstein
| Lage                                                                            | Objekt                                                     | Beschreibung | Akten-Nr.               | Bild                                               |
| ------------------------------------------------------------------------------- | ---------------------------------------------------------- | --- | ----------------------- | -------------------------------------------------- |
| Alzenauer Straße 1 (Standort)                                                   | Bildstock                                                  | Vierkantschaft (erneuert) mit vergittertem Nischenaufsatz, bezeichnet „1588“ | D-6-71-111-30 Wikidata  | weitere Bilder                                     |
| An der Linde (Standort)                                                         | Friedhofsmauer                                             | 18./19. Jahrhundert | D-6-71-111-31 Wikidata  | weitere Bilder                                     |
| An der Linde (Standort)                                                         | Friedhofskreuz                                             | Sockel mit Kruzifix, Sandstein, zweite Hälfte 19. Jahrhundert | D-6-71-111-31 Wikidata  | weitere Bilder                                     |
| Mainzer Gasse 15 a (Standort)                                                   | Ortsbefestigung                                            | Spätes 16. Jahrhundert; auf der Nord- und Südseite des Ortes mit wenigen Unterbrechungen erhalten, Sandsteintafel mit Inschrift Reste des Wasserloser Tores mit Doppelwappen Mainz/Hanau          | D-6-71-111-29 Wikidata  | weitere Bilder                                     |
| Dalbergstraße 1 (Standort)                                                      | Bildstockkopf                                              | Rundbogig abgeschlossen mit Kreuzigungsrelief, Sandstein, 16. Jahrhundert (?), in die Hofmauer eingemauert                                                                                        | D-6-71-111-32 Wikidata  | BW                                                 |
| Dalbergstraße 33 (Standort)                                                     | Mariensäule                                                | Mariensäule, hochrechteckiger Sockel mit Cherub, Säule mit Madonnenfigur, Rotsandstein, bezeichnet „1699“                                                                                         | D-6-71-111-33 Wikidata  | weitere Bilder                                     |
| Nähe Dettinger Straße (Standort)                                                | Bildstock                                                  | Vierkantschaft mit Nischenaufsatz und Bekrönungskreuz, Sandstein, 1892 | D-6-71-111-34 Wikidata  | weitere Bilder                                     |
| Nähe Dettinger Straße; in der Grundstücksmauer Ecke Dettinger Straße (Standort) | Wappenstein                                                | Sandstein, bezeichnet „1598“ | D-6-71-111-42 Wikidata  | weitere Bilder                                     |
| Nähe Edelmannstraße, in Mauer der Grünanlage (Standort)                         | Wappenstein des Abts Martin Krays von Seligenstadt         | Rotsandstein, um 1600 | D-6-71-111-108 Wikidata | Wappenstein des Abts Martin Krays von Seligenstadt |
| Edelmannstraße 1 (Standort)                                                     | Pfarrhaus                                                  | Zweigeschossiger Walmdachbau über hohem Bruchsteinsockel, 1745 | D-6-71-111-35 Wikidata  | weitere Bilder                                     |
| Edelmannstraße 1 (Standort)                                                     | Bildstock                                                  | Mit Relief des Gekreuzigten, wohl 16. Jahrhundert | D-6-71-111-35 Wikidata  | weitere Bilder                                     |
| Edelmannstraße 1 (Standort)                                                     | Bruchsteinmauer                                            | Mit eingemauerten Fragmenten alter Grabkreuze | D-6-71-111-35 Wikidata  | weitere Bilder                                     |
| Edelmannstraße 3 (Standort)                                                     | Katholische Pfarrkirche Mariä Himmelfahrt und St. Bernhard | Neubau von 1954, übernommen spätgotischer Chor mit Polygonschluss von 1511/12 und quadratischer Chorturm mit Zinnenkranz, bezeichnet „1449“ und „1453“, Langhaus, 1954 erweitert, mit Ausstattung | D-6-71-111-36 Wikidata  | weitere Bilder                                     |
| Edelmannstraße 6 (Standort)                                                     | Wappenstein des Magister Paul Eilles                       | Bezeichnet „1604“ und „1764“ | D-6-71-111-109 Wikidata | Wappenstein des Magister Paul Eilles               |
| Edelmannstraße 8 (Standort)                                                     | Wohnhaus                                                   | zweigeschossiger, giebelständiger Putzbau mit vorkragendem Fachwerkobergeschoss und Halb- bzw. Krüppelwalmdach, 1. Hälfte 16. Jahrhundert                                                         | D-6-71-111-120          | BW                                                 |
| Edelmannstraße 28 (Standort)                                                    | Wohnhaus                                                   | Zweigeschossiger giebelständiger Fachwerkbau mit Halbwalmdach, Kellerhals bezeichnet „1549“ | D-6-71-111-37 Wikidata  | Wohnhaus                                           |
| Edelmannstraße 29 (Standort)                                                    | Edelmannshof, Hofanlage                                    | Mit zweigeschossigem Fachwerkhaus, überdachte Freitreppe, Anfang 17. Jahrhundert | D-6-71-111-38 Wikidata  | weitere Bilder                                     |
| Edelmannstraße 29 (Standort)                                                    | Edelmannshof, Torbogen                                     | Bezeichnet „1612“ | D-6-71-111-38 Wikidata  | weitere Bilder                                     |
| Hahnenkamm (Standort)                                                           | Ludwigsturm                                                | Runder Aussichtsturm mit Zinnen, 1880 erbaut, 1934 erhöht | D-6-71-111-58 Wikidata  | weitere Bilder                                     |
| Hanauer Weg, am Friedhofsausgang (Standort)                                     | Bildstock                                                  | Vierkantschaft mit vierseitigem Aufsatz und Bekrönungskreuz, roter Buntsandstein, 16./17. Jahrhundert                                                                                             | D-6-71-111-54 Wikidata  | weitere Bilder                                     |
| Hauptstraße 18 (Standort)                                                       | Ehemaliges Rathaus                                         | Zweigeschossiges traufständiges Fachwerkhaus mit vorkragendem Obergeschoss und Halbwalmdach, 1532                                                                                                 | D-6-71-111-40 Wikidata  | Ehemaliges Rathaus                                 |
| Hauptstraße 43 (Standort)                                                       | Wappenstein des ehemaligen Dalberger Hofes                 | Bezeichnet „1718“ | D-6-71-111-107 Wikidata | BW                                                 |
| Hauptstraße 75, 75 a (Standort)                                                 | Wohnhaus                                                   | Zweigeschossiger giebelständiger Fachwerkbau mit vorkragendem Obergeschoss, 17./18. Jahrhundert                                                                                                   | D-6-71-111-41 Wikidata  | weitere Bilder                                     |
| Neuberg (Standort)                                                              | Jüdischer Friedhof                                         | mit Einfriedungsmauer, angelegt 1812, erweitert 1848 | D-6-71-111-51 Wikidata  | weitere Bilder                                     |
| Nähe Kapellenstraße (Standort)                                                  | Wilgefortiskapelle                                         | Massiver Bruchsteinbau mit Fachwerkgiebel und polygonalem Chor, Dachreiter mit Kuppeldach, erbaut 1548, erweitert 1804                                                                            | D-6-71-111-43 Wikidata  | weitere Bilder                                     |
| Nähe Kapellenstraße (Standort)                                                  | Vier Steinkreuze, sogenannte Sühnekreuze                   | Spätmittelalterlich, zur Wilgefortiskapelle versetzt | D-6-71-111-44 Wikidata  | Vier Steinkreuze, sogenannte Sühnekreuze           |
| Kreuzwasen, bei Hemsbach (Standort)                                             | Bildstock                                                  | 1869/1913 | D-6-71-111-57 Wikidata  | weitere Bilder                                     |
| Lindenhof, am Lindenhohlgraben (Standort)                                       | Bildstock                                                  | Gefaster Vierkantschaft mit Inschrift, vierseitiger Aufsatz mit Reliefs des Gekreuzigten, 16./17. Jahrhundert                                                                                     | D-6-71-111-56 Wikidata  | weitere Bilder                                     |
| Mittlerer Röderweg (Standort)                                                   | Bildstock                                                  | Gefaster Vierkantschaft mit vierseitigem Aufsatz mit Giebeln und Bildnische, Sandstein, bezeichnet „1562“                                                                                         | D-6-71-111-45 Wikidata  | weitere Bilder                                     |
| Mittlerer Röderweg (Standort)                                                   | Bildstock                                                  | Vierkantschaft mit vierseitigem übergiebeltem Aufsatz | D-6-71-111-46 Wikidata  | weitere Bilder                                     |
| Mömbriser Straße 5 (Standort)                                                   | Abtshaus                                                   | Zweigeschossiger Walmdachbau aus unverputztem Bruchsteinmauerwerk, bezeichnet „1783“ | D-6-71-111-47 Wikidata  | weitere Bilder                                     |
| Nähe Dettinger Straße, am Steinweg (Standort)                                   | Bildstock                                                  | An diesem Standort befindet sich kein Bildstock | D-6-71-111-55 Wikidata  | BW                                                 |
| Röderweg 1, Ecke Edelmannstraße (Standort)                                      | Bildstock                                                  | Sockel mit Inschrift und Säule, Aufsatz mit Kreuzigungsrelief, Rotsandstein, bezeichnet „1742“ | D-6-71-111-39 Wikidata  | weitere Bilder                                     |
| Schmiedstraße 16 (Standort)                                                     | Kreuzschlepper                                             | In einer Mauernische, Holz, 18. Jahrhundert | D-6-71-111-48 Wikidata  | weitere Bilder                                     |
| Schützberg (Standort)                                                           | Bildstock                                                  | | D-6-71-111-53 Wikidata  | weitere Bilder                                     |
| Schwalbenwinkel (Standort)                                                      | Flurkreuz                                                  | Kruzifix über quaderförmigem Sockel, Dreinageltypus, Sandstein, bezeichnet 1835, erneuert 1968 | D-6-71-111-50           | BW                                                 |
| Weinbergstraße 50 (Standort)                                                    | Bildstock                                                  | Kurzer Schaft mit großem Aufsatz mit rundbogigen Nischen mit Kreuz, 19. Jahrhundert | D-6-71-111-49 Wikidata  | weitere Bilder                                     |
| Weinbergstraße 50 (Standort)                                                    | Flurkreuz                                                  | Sockel mit Kruzifix, Sandstein, bezeichnet 1724 | D-6-71-111-52 Wikidata  | weitere Bilder                                     |
| Zum Hexenthorn 8 (Standort)                                                     | Wappenstein                                                | Sandstein, bezeichnet „1747“ | D-6-71-111-110 Wikidata | weitere Bilder                                     |

### Kälberau
| Lage                              | Objekt                                                            | Beschreibung | Akten-Nr.              | Bild           |
| --------------------------------- | ----------------------------------------------------------------- | --- | ---------------------- | -------------- |
| Boden (Standort)                  | Sieben Bildstöcke                                                 | Mit den Sieben Schmerzen Mariens, rechteckiger Sockel und Aufsatz mit Ädikula und Akanthusumrahmung, Sandstein, um 1710, drei davon erneuert, ehemals am Wallfahrtsweg zwischen Alzenau und Kälberau, jetzt am Flurbereinigungsweg in der Flurabteilung Boden aufgestellt | D-6-71-111-69 Wikidata | weitere Bilder |
| Karl-Amberg-Straße 8 (Standort)   | Ehemalige Schule                                                  | Aufgesockelter zweigeschossiger, unverputzter Bruchsteinbau mit Satteldach, Sandsteinrahmen und -eckquaderung, 1866 | D-6-71-111-117         | weitere Bilder |
| Michelbacher Straße 14 (Standort) | Katholische Wallfahrtskirche Maria zum Rauhen Wind (Mariä Geburt) | Chor und Turm erste Hälfte 15. Jahrhundert, Langhaus im Kern älter mit Nebenschiff um 1500, Erweiterungsbau 1954–57 von Hans Schädel, mit Ausstattung | D-6-71-111-59          | weitere Bilder |
| Michelbacher Straße 14 (Standort) | Kirchhofmauer                                                     | Mit Außenkanzel, spätgotisch | D-6-71-111-59 Wikidata | weitere Bilder |
| Michelbacher Straße 16 (Standort) | Pfarrhaus, ehemaliger Herrschaftshof Klause                       | Zweigeschossiger Halbwalmdachbau, über Rundbogenportal bezeichnet „1708“ | D-6-71-111-60 Wikidata | weitere Bilder |
| Michelbacher Straße 21 (Standort) | Wohnhaus                                                          | Zweigeschossiges giebelständiges Fachwerkhaus mit Halbwalmdach, um 1800 | D-6-71-111-61 Wikidata | Wohnhaus       |
| Michelbacher Straße 23 (Standort) | Wohnhaus                                                          | Zweigeschossiges giebelständiges Fachwerkhaus mit Halbwalmdach und massivem Backsteinerdgeschoss, um 1800 | D-6-71-111-62 Wikidata | weitere Bilder |
| Michelbacher Straße 26 (Standort) | Hakenhof                                                          | Wohnhaus, zweigeschossiger verputzter Fachwerkbau in Ecklage, über Bruchsteinsockel und mit Satteldach, im Kern spätes 17. Jahrhundert, westlicher Anbau, eingeschossiger Massivbau mit Satteldach, 19. Jahrhundert                                                       | D-6-71-111-118         | BW             |
| Michelbacher Straße 26 (Standort) | Hakenhof                                                          | Scheune, eingeschossiger Fachwerkbau mit Satteldach, im Kern frühes 18. Jahrhundert, nördlich im späten 19. Jahrhundert als Sichtziegelbau erweitert | D-6-71-111-118         | BW             |
| Michelbacher Straße 30 (Standort) | Wohnhaus                                                          | Zweigeschossiges giebelständiges Fachwerkhaus mit Halbwalmdach und massivem Erdgeschoss, um 1800 | D-6-71-111-63 Wikidata | weitere Bilder |
| Michelbacher Straße 31 (Standort) | Wohnhaus                                                          | Zweigeschossiges giebelständiges Fachwerkhaus mit Halbwalmdach, verputzt, um 1800 | D-6-71-111-64 Wikidata | Wohnhaus       |
| Michelbacher Straße 36 (Standort) | Wohnstallhaus                                                     | Eingeschossiges giebelständiges Fachwerkhaus mit Halbwalmdach, um 1800 | D-6-71-111-65 Wikidata | weitere Bilder |
| Michelbacher Straße 38 (Standort) | Wohnhaus                                                          | Zweigeschossiges giebelständiges Fachwerkhaus mit Halbwalmdach und massivem Erdgeschoss, um 1800 | D-6-71-111-66          | weitere Bilder |
| Michelbacher Straße 40 (Standort) | Wohnhaus                                                          | Zweigeschossiges giebelständiges Fachwerkhaus mit Halbwalmdach, um 1800 | D-6-71-111-67          | weitere Bilder |
| Michelbacher Straße 42 (Standort) | Wohnhaus                                                          | Zweigeschossiges giebelständiges Fachwerkhaus mit Halbwalmdach, bezeichnet „1794“ | D-6-71-111-68 Wikidata | weitere Bilder |

### Michelbach
| Lage                                                                                       | Objekt                                                               | Beschreibung | Akten-Nr.              | Bild                 |
| ------------------------------------------------------------------------------------------ | -------------------------------------------------------------------- | --- | ---------------------- | -------------------- |
| Am Weibersbach 2 (Standort)                                                                | Wohnhaus                                                             | Zweigeschossiges Fachwerkhaus mit Halbwalmdach, um 1800 | D-6-71-111-71 Wikidata | weitere Bilder       |
| Bahnhofstraße (Standort)                                                                   | Flurkreuz                                                            | Inschriftensockel mit gefastem Kreuz und Korpus (modern), roter Buntsandstein, späthistoristisch, um 1900                                                                                                 | D-6-71-111-83 Wikidata | weitere Bilder       |
| Barbarossastraße 2 (Standort)                                                              | Ehemaliges Schulhaus                                                 | Zweigeschossiger Walmdachbau mit Eckquaderung und Gesimsen, neoklassizistisch, bezeichnet "1837". Genehmigter Abriss 2020.                                                                                | D-6-71-111-72 Wikidata | Ehemaliges Schulhaus |
| Bogenstraße 2 (Standort)                                                                   | Wohnstallhaus                                                        | Zweigeschossiger giebelständiger Fachwerkbau mit Satteldach, 18. Jahrhundert | D-6-71-111-73 Wikidata | weitere Bilder       |
| Bogenstraße 7 (Standort)                                                                   | Wohnhaus                                                             | Zweigeschossiges giebelständiges Fachwerkhaus mit Satteldach, um 1800 | D-6-71-111-75 Wikidata | Wohnhaus             |
| Bogenstraße 11 (Standort)                                                                  | Wohnhaus                                                             | Ein- und zweigeschossiges giebelständiges Fachwerkhaus mit Satteldach, um 1800 | D-6-71-111-76 Wikidata | Wohnhaus             |
| Bogenstraße 13 (Standort)                                                                  | Bauernhof                                                            | Wohnhaus, zweigeschossiges giebelständiges Fachwerkhaus mit Satteldach, um 1800 | D-6-71-111-77 Wikidata | Bauernhof            |
| Bogenstraße 13 (Standort)                                                                  | Scheune                                                              | | D-6-71-111-77 Wikidata | BW                   |
| Bogenstraße 28 (Standort)                                                                  | Wohnhaus                                                             | Zweigeschossiger giebelständiger Fachwerkbau mit Satteldach, um 1800 | D-6-71-111-80          | Wohnhaus             |
| Bogenstraße 32 (Standort)                                                                  | Wohnhaus                                                             | Zweigeschossiges giebelständiges Fachwerkhaus mit Satteldach, um 1800 | D-6-71-111-81          | Wohnhaus             |
| Bogenstraße 38 (Standort)                                                                  | Wohnhaus                                                             | Zweigeschossiges giebelständiges Fachwerkhaus mit Satteldach, um 1800 | D-6-71-111-82          | Wohnhaus             |
| Happelsand, an der Streumühle, Flurabteilung "Schindkraut" (Standort)                      | Bildstock                                                            | Runder Schaft mit Nischenaufsatz, Sandstein, 1907 | D-6-71-111-94 Wikidata | weitere Bilder       |
| Hinter der Hütte, Ickelhans, Zwischen den Mauern (Standort)                                | Weinberg                                                             | Unregelmäßig terrassierte Weinberganlage, zweifellos bereits im Spätmittelalter bewirtschaftet, mit Trockenmauern aus Glimmerschiefer, zahlreichen Treppchen senkrecht zum Hang, mächtige Lesesteinhalden | D-6-71-111-95 Wikidata | BW                   |
| Krämerstraße 2 (Standort)                                                                  | Wohnhaus                                                             | Zweigeschossiges Fachwerkhaus mit Satteldach, um 1800 | D-6-71-111-84          | BW                   |
| Krämerstraße 2 (Standort)                                                                  | Scheune                                                              | Fachwerkbau mit Satteldach und Nebengebäude um 1800 und 2. Hälfte 19. Jahrhundert | D-6-71-111-84          | BW                   |
| Laurentiusstraße 4 (Standort)                                                              | Bildstockkopf                                                        | mit Kreuzigungsrelief, in die Hausfassade eingemauert, 16. Jahrhundert | D-6-71-111-85 Wikidata | BW                   |
| Laurentiusstraße 6 (Standort)                                                              | Katholische Pfarrkirche St. Gallus, St. Laurentius und St. Sebastian | Turmuntergeschoss mittelalterlich, Chor und Langhaus 1777, Erweiterung 1932; mit Ausstattung | D-6-71-111-86 Wikidata | weitere Bilder       |
| Nähe Kälberauer Straße, nahe Kahlbrücke (Standort)                                         | Bildstock                                                            | Vierkantschaft mit vergittertem Nischenaufsatz, 1891 | D-6-71-111-89 Wikidata | weitere Bilder       |
| Schießmauerstraße 2 (Standort)                                                             | Flurkreuz                                                            | Inschriftensockel mit Kreuz aus rotem Buntsandstein, Korpus aus grauem Stein, bezeichnet 1827 | D-6-71-111-93 Wikidata | weitere Bilder       |
| Schloßstraße 4 (Standort)                                                                  | Wohnhaus                                                             | Zweigeschossiges giebelständiges Fachwerkhaus mit Satteldach, um 1800 | D-6-71-111-87          | Wohnhaus             |
| Schloßstraße 13 (Standort)                                                                 | Ehemaliges Wasserschloss                                             | Eingeschossiger Mansardwalmdachbau mit zwei polygonalen Ecktürmen, im Kern 16. Jahrhundert, im 18. Jahrhundert verändert                                                                                  | D-6-71-111-88 Wikidata | weitere Bilder       |
| Spessartstraße 12 (Standort)                                                               | Wohnhaus                                                             | Zweigeschossiges traufständiges Fachwerkhaus mit Krüppelwalm, 18. Jahrhundert | D-6-71-111-90 Wikidata | Wohnhaus             |
| Spessartstraße 30 (Standort)                                                               | Wohnhaus                                                             | Zweigeschossiges giebelständiges Fachwerkhaus mit Satteldach, um 1800 | D-6-71-111-91          | weitere Bilder       |
| Spessartstraße 34 (Standort)                                                               | Wohnhaus                                                             | Zweigeschossiges, giebelständiges Fachwerkhaus mit Satteldach, 18. Jahrhundert | D-6-71-111-92          | weitere Bilder       |
| Weinberg, nordöstlich von Michelbach Weingerslage Apostelgarten, am oberen Hang (Standort) | Weinhüterhäuschen                                                    | Mit Tonnendach aus Bruchsteinmauerwerk, um 1865 vom Frankfurter Ratsherrn David Domer errichtet, stark erneuert                                                                                           | D-6-71-111-95 Wikidata | weitere Bilder       |

### Wasserlos
| Lage                                                       | Objekt                                          | Beschreibung | Akten-Nr.               | Bild           |
| ---------------------------------------------------------- | ----------------------------------------------- | --- | ----------------------- | -------------- |
| Bezirksstraße 9 (Standort)                                 | Figurensäule                                    | Sockel mit Säule und Jesuskind (?), Sandstein, 19. Jahrhundert | D-6-71-111-106 Wikidata | weitere Bilder |
| Bezirksstraße 22 (Standort)                                | Katholische Kuratie-Kirche St. Katharina        | Saalbau mit gerundeten Ecken und Pilastergliederung, Turm mit dreifacher Haube, Rotsandstein, neubarock, um 1920 von Karl Marschall, Ludwigshafen, mit Ausstattung | D-6-71-111-96 Wikidata  | weitere Bilder |
| Bezirksstraße 26 (Standort)                                | Ehemaliges Forsthaus                            | Zweigeschossiger Mansardwalmdachbau mit Eckquaderung und geohrten Fenstern, 18. Jahrhundert, um 1920 erweitert                                                     | D-6-71-111-97 Wikidata  | weitere Bilder |
| Nähe Friedhofstraße, Ortsende Richtung Hörstein (Standort) | Ehemaliger Gartenpavillon, jetzt Kriegerdenkmal | Rundbau mit Portal und drei Fenstern, dazwischen je zwei Dreiviertelsäulen mit attischer Basis und ionischem Kapitell, mit Kuppeldach abgeschlossen, um 1820       | D-6-71-111-98 Wikidata  | weitere Bilder |
| Nähe Friedhofstraße, im Friedhof (Standort)                | Friedhofskreuz                                  | Sockel mit Kruzifix, Sandstein, bezeichnet „1852“ | D-6-71-111-103 Wikidata | weitere Bilder |
| Hahnenkammstraße 15 (Standort)                             | Bauernhof                                       | Wohnhaus, eingeschossiger giebelständiger Fachwerkbau, Scheune, Fachwerk mit Ziegeln, 18./19. Jahrhundert                                                          | D-6-71-111-99 Wikidata  | Bauernhof      |
| Hahnenkammstraße 18 (Standort)                             | Fachwerkhaus                                    | Zweigeschossiger giebelständiger Satteldachbau, bezeichnet „1720“                                                                                                  | D-6-71-111-100 Wikidata | weitere Bilder |
| Im Schloßberg (Standort)                                   | Hohes Kreuz                                     | 1881 | D-6-71-111-104 Wikidata | weitere Bilder |
| Schloßhof 1 (Standort)                                     | Ehemaliges Schloss Wasserlos, jetzt Krankenhaus | Spätklassizistische dreigeschossige Anlage aus zwei im rechten Winkel stehenden Flügeln mit Walmdach, im Kern 1790, verändert                                      | D-6-71-111-101 Wikidata | weitere Bilder |

## Ehemalige Baudenkmäler
In diesem Abschnitt sind Objekte aufgeführt, die früher einmal in der Denkmalliste eingetragen waren, jetzt aber nicht mehr. Objekte, die in anderem Zusammenhang – also z. B. als Teil eines Baudenkmals – weiter eingetragen sind, sollen hier nicht aufgeführt werden. Aktennummern in diesem Abschnitt sind ehemalige, jetzt nicht mehr gültige Aktennummern.

| Lage                             | Objekt                                       | Beschreibung                                                                    | Akten-Nr.               | Bild           |
| -------------------------------- | -------------------------------------------- | ------------------------------------------------------------------------------- | ----------------------- | -------------- |
| Wasserlos Kapellenweg (Standort) | Bildstock zur Erinnerung an die alte Kapelle |                                                                                 | D-6-71-111-102 Wikidata | BW             |
| Wasserlos Schloßhof 3 (Standort) | Ehemalige Schlossökonomie                    | Eingeschossiger langgestreckter Fachwerkbau mit Satteldach, 18./19. Jahrhundert | D-6-71-111-101 Wikidata | weitere Bilder |